# Amadou Mbow
Amadou Mbow, est un acteur et comédien sénégalais, né le 15 mai 1993 à Dakar.
Il est surtout connu pour le rôle de «Issa» dans le film dramatique, romantique et surnaturel Atlantique de Mati Diop. C'est le premier rôle au cinéma que tient Amadou Mbow. Ce film est sélectionné en compétition officielle du Festival de Cannes 2019 et qui obtient le Grand prix du jury.

## Biographie

### Jeunesse
Fils d’un bijoutier sénégalais d'origine Peul du Fouta, Amadou Mbow est le fils aîné de sa mère et le frère de trois sœurs. Durant son adolescence, le basket-ball a occupé une place importante de sa vie. Durant plusieurs années de pratique à DUC (Dakar Université Club section basketball), il développe sa curiosité, sa réactivité ainsi que sa détermination. Il décide finalement d'arrêter le sport pour s'intéresser davantage au milieu de l’audiovisuel en se formant en autodidacte.
Amadou Mbow est cinéphile depuis son enfance, il ne se voyait pas être acteur un jour. Et pourtant, il a toujours été présent dans le monde de l'audiovisuel.

### Carrière
Amadou Mbow est repéré par la réalisatrice Mati Diop durant un casting sauvage dans les rues de Dakar aux Almadies en juillet 2017. Fort d’adaptabilité et de persévérance, il obtient un premier rôle masculin dans le film Atlantique, nommé pour la Palme d'or du Festival de Cannes 2019. Il y incarne le rôle d'Issa, jeune inspecteur de police chargé d'enquêter sur un mystérieux incendie qui brûle dans le lit nuptial d'Ada lors de sa nuit de noces.
Le film a reçu des critiques principalement positives et a été projeté dans plusieurs festivals de cinéma.
En 2020, Amadou Mbow fait partie des 18 comédiens présélectionnés dans la catégorie « Meilleur Espoir Masculin » aux Césars,.

## Filmographie
| Année | Titre                           | Role   | Genre    | Ref.   |
| ----- | ------------------------------- | ------ | -------- | ------ |
| 2019  | Atlantique de Mati Diop         | Issa   | Film     | [ 9 ]  |
| 2022  | Revoir Paris d'Alice Winocour   | Assane | Film     | [ 10 ] |
| 2023  | Unwanted de Oliver Hirschbiegel | Joseph | Série TV | [ 11 ] |